# Тени в раю (фильм, 1986)
«Тени в раю» (фин. Varjoja paratiisissa, в международном прокате — англ. Shadows in Paradise) — арт-хаусный фильм финского режиссёра Аки Каурисмяки с элементами мелодрамы и характерным для автора чёрным юмором. Первая часть так называемой «Пролетарской трилогии». Картина признана лучшим фильмом Финляндии 1986 года и отмечена соответствующей национальной премией «Юсси».

## Сюжет
Хельсинки, 1986 год. Никандр Матти — водитель мусоровоза. Обычный набор развлечений после работы — это кино и обильная выпивка в баре, которая часто заканчивается арестом и ночью в камере полицейского участка. Единственным возможным выходом может стать предложение одного из товарищей по работе, предлагающего на кредитные средства создать собственную мусоро-перерабатывающую компанию. Однажды Никандр знакомится с кассиршей супермаркета Илоной Рийамаки. Первоначально отношения носят достаточно формальный характер, но постепенно перерастают в романтическую привязанность.

## В ролях
- Матти Пеллонпяя — Никандр Матти
- Кати Оутинен — Илона Рийамаки
- Сакари Куосманен — Мелартин, сокамерник Никандра
- Эско Никкари — товарищ, предлагающий партнёрство в бизнесе
- Кайлли Кёнгяс — подруга Илоны
- Мари Рантасила — сестра Никандра
- Мато Валтонен — Пелле
- Аки Каурисмяки — ночной портье

## Художественные особенности
При серости и прозаичности будней уборщика мусора и его возлюбленной, фильм, по мнению режиссёра, иногда необъяснимым образом тяготеет к поэтическому реализму. Кроме того, оптимизм финальной сцены прямо идёт вразрез с его собственным жизненным опытом и внутренним состоянием.
Обозреватель американского издания «Chicago Reader» отмечает, что минималистическое оформление картины во многом обязано творчеству Робера Брессона, а «песчаные» тона заимствованы у Фасбиндера.

## Награды и признание
- 1987 год — Финская национальная кино-премия «Юсси» за лучший фильм года.
- 1987 год — участие во внеконкурсной программе Московского кинофестиваля.

## Критика
Игорь Манцов в журнале «Искусство кино» даёт чрезвычайно высокую оценку фильму:

(Начиная с фильма «Тени в раю»), Каурисмяки совершил решающий шаг вперед: отныне он снимает один безукоризненный шедевр за другим, варьируя излюбленные мотивы, меняя страны и города, но никогда не оставляя в пределах экранного времени белых пятен, непроработанных линий, сомнительных кадров, не допуская ошибок в кастинге, кадрировании и монтаже.
При этом то же издание в 1988 году отмечало, что в фильме не хватило воли постановщика, который полноценно развил бы характеры персонажей и не позволил угаснуть интересу зрителя, его сочувствию созданному художником образу.
В одном из интервью Аки Каурисмяки комментирует первый предпросмотр картины:

Когда я снял фильм «Тени в раю» о водителях мусоровозов, я организовал первый просмотр, собрав всех городских водителей мусоровозов. Они все пришли с семьями и были очень довольны… Я с удовольствием вспоминаю об этом. Потом был небольшой праздник. Они говорили: «Наша жизнь не совсем такая, но это было забавно».